# چهارطاقی دارالسلام
چهار طاقی دارالسلام مربوط به دوره قاجار است و در شیراز، بلوارسیویه، روبروی امامزاده ابراهیم، داخل قبرستان واقع شده و این اثر در تاریخ ۱۱ دی ۱۳۸۰ با شمارهٔ ثبت ۴۵۱۷ به‌عنوان یکی از آثار ملی ایران به ثبت رسیده است.